# Campagna pontica di Giulio Cesare
La campagna pontica di Giulio Cesare fu un conflitto armato combattuto in Asia Minore nel 47 a.C., tra il re pontico Farnace II e il generale romano Gaio Giulio Cesare. La guerra fu combattuta nel periodo in cui la repubblica romana era impegnata nella guerra civile tra Cesare e Pompeo e vide la sconfitta di Farnace II.

## Antefatti
Durante la terza guerra mitridatica i generali romani Lucio Licinio Lucullo e Gneo Pompeo Magno sconfissero il re del Ponto Mitridate VI il Grande, morto alla fine della guerra nel 63 a.C.; il regno fu quindi affidato a Farnace II, figlio di Mitridate, come sovrano satellite della Repubblica romana. Tuttavia, dal momento che Roma si trovò impegnata nella guerra civile tra Cesare e Pompeo dal 49 a.C., Farnace approfittò della situazione conquistando la Colchide e l'Armenia Minore, che erano sotto il controllo del tetrarca della Galazia Deiotaro, alleato di Roma, parte della Cappadocia, regno di Ariobarzane III, e alcuna città pontiche della Bitinia romana. Il dittatore romano Gaio Giulio Cesare, ancora impegnato in Egitto nella guerra civile alessandrina, mandò contro Farnace Gneo Domizio Calvino, governatore d'Asia, che unì le proprie forze a quelle di Deiotaro e Ariobarzane. Tuttavia Domizio fu sconfitto presso Nicopoli da Farnace, che continuò la propria campagna di conquista finché non giunse la notizia della rivolta di Asandro, un suo generale. Nel frattempo, però, Cesare aveva sistemato in maniera definitiva la situazione egizia e rivolse la propria attenzione all'Asia, volendola risolvere prima possibile per tornare a Roma e consolidare il proprio potere.

## Guerra
Quando Farnace stava tornando nei propri domini per sedare la rivolta, il dittatore arrivò in Asia minore e costrinse il re a invertire la propria marcia. Farnace mandò degli ambasciatori da Cesare, per far finta di voler trovare una soluzione pacifica, contando sul fatto che il generale romano avesse fretta di tornare in Italia. Cesare, tuttavia, non credette alle intenzioni di Farnace e i due eserciti si trovarono a poca distanza l'uno dall'altro nei pressi di Zela; lì si svolse la battaglia definitiva, che vide la sconfitta di Farnace.

## Conseguenze
Farnace si ritirò quindi a Sinope, dove fu inseguito e sconfitto nuovamente da Calvino, tornato al comando dopo la rapida partenza di Cesare. Il re scappò quindi nel Bosforo Cimmerio (la penisola di Crimea), dove voleva riprendere il proprio trono da Asandro, venendo però sconfitto e ucciso in battaglia in questo tentativo.